# Nogometni klub Trnje (Zagabria)
Il Nogometni klub Trnje, meglio noto come Trnje, è una società calcistica croata con sede nella città di Zagabria.

## Storia
Il Trnje è stato fondato nel 1924 nell'appartamento di Stjepan Andrijašević in via Bosutska. Il club è stato fondato dai fratelli Bošnjak, dai fratelli Krenusa, da Alojz Stanković, Ivo Pavelić, Franjo Burić, Ivo Bartolec, Mijo Gradiški, Stjepan Maltarić, Milan Kolić, Stjepan Štefančić e Milan Mihaljević. Il primo campo da gioco era sulla Sava, vicino alle terme cittadine, e successivamente il Trnje si trasferì sul campo di Krugama. I due giocatori più importanti nella storia del club sono Vladimir Firm, cresciuto nelle giovanili, che ha vinto la medaglia d'argento ad Helsinki 1952 con la nazionale jugoslava, e Snješko Cerin, leggendario numero nove della Dinamo Zagabria.
Nel settembre 2024, alla cerimonia del centenario del club, presenzia anche il presidente della Repubblica croata Zoran Milanović che da ragazzo militò cinque anni nelle giovanili dello stesso.